# Olympische Sommerspiele 1948/Teilnehmer (Großbritannien)
| Gelbes Symbol für Goldmedaillen mit stilisierten Olympischen Ringen | Graues Symbol für Silbermedaillen mit stilisierten Olympischen Ringen | Braundes Symbol für Bronzemedaillen mit stilisierten Olympischen Ringen |
| ------------------------------------------------------------------- | --------------------------------------------------------------------- | ----------------------------------------------------------------------- |
| 3                                                                   | 14                                                                    | 6                                                                       |

Das Vereinigte Königreich nahm an den Olympischen Sommerspielen 1948 in London unter dem Namen Großbritannien mit einer Delegation von 404 Athleten (334 Männer und 69 Frauen) an 139 Wettkämpfen in 20 Wettbewerben teil.
Die britischen Sportler gewannen 3 Gold-, 14 Silber- und 6 Bronzemedaillen. Damit belegte der Gastgeber im Medaillenspiegel den zwölften Platz. Olympiasieger wurden die Segler David Bond und Stewart Morris im Swallow sowie die Ruderer Richard Burnell und Bertram Bushnell im Doppel-Zweier und Ran Laurie und John Wilson im Zweier ohne Steuermann. Vier weitere Medaillen gewannen vier der 90 für Großbritannien antretenden Teilnehmer der Kunstwettbewerbe, die aber nicht im offiziellen Medaillenspiegel berücksichtigt werden. Fahnenträger bei der Eröffnungsfeier war der Fechter Emrys Lloyd.

## Teilnehmer nach Sportarten

### Basketball
- 20. Platz
Frank Cole
Trevor Davies
Alex Eke
Malcolm Finlay
Colin Hunt
Douglas Legg
Ronald Legg
Stanley McMeekan
Sydney McMeekan
Bob Norris
Lionel Price
Harry Weston
Stanley Weston

### Boxen
- Henry Carpenter
Fliegengewicht: im Achtelfinale ausgeschieden

- Tommy Proffitt
Bantamgewicht: in der 1. Runde ausgeschieden

- Peter Brander
Federgewicht: in der 1. Runde ausgeschieden

- Ron Cooper
Leichtgewicht: im Achtelfinale ausgeschieden

- Max Shacklady
Weltergewicht: im Achtelfinale ausgeschieden

- John Wright
Halbschwergewicht: Silber

- Don Scott
Halbschwergewicht: Silber

- Jack Gardner
Schwergewicht: im Viertelfinale ausgeschieden

### Fechten
Männer
- Emrys Lloyd
Florett: 4. Platz
Florett Mannschaft: 5. Platz
Säbel Mannschaft: im Viertelfinale ausgeschieden

- René Paul
Florett: im Viertelfinale ausgeschieden
Florett Mannschaft: 5. Platz

- Arthur Smith
Florett: im Viertelfinale ausgeschieden
Florett Mannschaft: 5. Platz

- Pierre Turquet
Florett Mannschaft: 5. Platz

- Luke Wendon
Florett Mannschaft: 5. Platz

- Harry Cooke
Florett Mannschaft: 5. Platz

- Ronald Parfitt
Degen: 10. Platz
Degen Mannschaft: im Viertelfinale ausgeschieden

- Charles de Beaumont
Degen: im Viertelfinale ausgeschieden
Degen Mannschaft: im Viertelfinale ausgeschieden

- Bert Pelling
Degen: im Viertelfinale ausgeschieden
Degen Mannschaft: im Viertelfinale ausgeschieden

- Terry Beddard
Degen Mannschaft: im Viertelfinale ausgeschieden

- David Craig
Degen Mannschaft: im Viertelfinale ausgeschieden

- Michael McCready
Degen Mannschaft: im Viertelfinale ausgeschieden

- Roger Tredgold
Säbel: im Viertelfinale ausgeschieden
Säbel Mannschaft: im Viertelfinale ausgeschieden

- Robin Brook
Säbel: im Viertelfinale ausgeschieden
Säbel Mannschaft: im Viertelfinale ausgeschieden

- Arthur Pilbrow
Säbel: in der 1. Runde ausgeschieden
Säbel Mannschaft: im Viertelfinale ausgeschieden

- George Moore
Säbel Mannschaft: im Viertelfinale ausgeschieden

Frauen
- Mary Glen-Haig
Florett: 8. Platz

- Gytte Minton
Florett: im Halbfinale ausgeschieden

- Betty Arbuthnott
Florett: in der 1. Runde ausgeschieden

### Fußball
- 4. Platz
Andy Aitken
Bill Amor
Alan Boyd
Angus Carmichael
Frank Donovan
Eric Fright
Bob Hardisty
Thomas Hopper
Denis Kelleher
Peter Kippax
Eric Lee
Kevin McAlinden
Douglas McBain
Jimmy McColl
Harry McIlvenny
Gwyn Manning
Jack Neale
Jack Rawlings
Ronnie Simpson

### Gewichtheben
- Julian Creus
Bantamgewicht: Silber

- Abe Greenhalgh
Bantamgewicht: 13. Platz

- Denis Hallett
Federgewicht: 14. Platz

- Sidney Kemble
Federgewicht: 20. Platz

- James Halliday
Leichtgewicht: Bronze

- Ron Eland
Leichtgewicht: 13. Platz

- George William Watson
Mittelgewicht: 8. Platz

- Ernie Peppiatt
Mittelgewicht: 15. Platz

- Ernest Roe
Halbschwergewicht: 9. Platz

- Alfred Knight
Schwergewicht: 4. Platz

### Hockey
- Silber 
Robert Adlard
Norman Borrett
David Brodie
Ronald Davis
William Griffiths
Frederick Lindsay
William Lindsay
John Peake
Frank Reynolds
George Sime
Michael Walford
Neil White

### Kanu
Männer
- Norman Dobson
Einer-Kajak 1000 m: im Vorlauf ausgeschieden

- Jack Henderson
Zweier-Kajak 1000 m: im Vorlauf ausgeschieden

- John Simmons
Zweier-Kajak 1000 m: im Vorlauf ausgeschieden

- Harold Maidment
Einer-Canadier 1000 m: 6. Platz

- Mike Symons
Zweier-Canadier 1000 m: 7. Platz

- Hugh Van Zwanenberg
Zweier-Canadier 1000 m: 7. Platz

Frauen
- Joyce Richards
Einer-Kajak 500 m: im Vorlauf ausgeschieden

### Kunstwettbewerbe
- Doris Zinkeisen
- Anna Zinkeisen
- Eric Winters
- William Wilson
- Thurston Williams
- Thomas Wilkinson
- Frederic Whiting
- John Wheatley
- W. G. Webb
- William Washington
- Allan Walton
- Paul Vincze
- Norman Tyrrell
- H. E. Twaits
- Feliks Topolski
- Reginald Till
- Peter Stebbing
- Charles Stanier
- John Skeaping
- Cyril Shiner
- Ian James Scott
- Alexander Scott
- Edith Marion Scales
- John Sanderson-Wells
- Helen Sampson
- A. Wynne Rogers
- Walter Roberts
- Russell Reeve
- Gwen Raverat
- Charles Terry Pledge
- Phyllis Platt
- John Platt
- Peter Peri
- Alec Pecker
- Richard Murry
- Alfred Munnings
- Mary Morton
- Stanley Morris
- Berkeley Moir
- Robert Allan Miller
- Paul Maze
- Ralph Lavers
- Maurice Lambert
- Laura Knight
- Howard Jarvis
- Ray Howard-Jones
- Patrick Horsbrugh
- Geoffrey Holden
- V. Robinson Hodge
- Joyce Himsworth
- Deirdre Henty-Creer
- Dick Hart
- Freda Hands
- Clifford Hall
- Herbert Gurschner
- Anthony Gross
- Dora Gordine
- Ethel Gabain
- William Fisher
- John Farleigh
- David Evans
- Lionel Edwards
- Thomas Dugdale
- J. C. Downing
- Roy de Maistre
- Coralie de Burgh
- Bernard Cuzner
- Charles Cundall
- Jerry Critchlow
- Victor Coverley-Price
- Egerton Cooper
- Cosmo Clark
- Heather Child
- Josephine Cheesman
- Siegfried Charoux
- John Buckland Wright
- Vera Brookman
- Cicely Briant
- James Bostock
- Phyllis Bone
- Roy Beddington
- Delmar Banner
- Maxwell Ayrton
- Frederick Austin
- Winifred Austen
- John Auld
- Rosamund Fletcher
Reliefs: Bronze

- Chintamoni Kar
Rundplastiken: Silber

- John Copley
Stiche und Radierungen: Silber

- Alfred Thomson
Ölgemälde und Aquarelle: Gold

### Leichtathletik
Männer
- Alastair McCorquodale
200 m: im Halbfinale ausgeschieden
4-mal-100-Meter-Staffel: Silber 
100 m: 4. Platz

- McDonald Bailey
100 m: 6. Platz

- Ken Jones
100 m: im Halbfinale ausgeschieden
4-mal-100-Meter-Staffel: Silber

- Paul Vallé
200 m: im Halbfinale ausgeschieden

- John Fairgrieve
200 m: im Viertelfinale ausgeschieden

- Leslie Lewis
400 m: im Viertelfinale ausgeschieden
4-mal-400-Meter-Staffel: im Vorlauf ausgeschieden

- Bill Roberts
400 m: im Viertelfinale ausgeschieden
4-mal-400-Meter-Staffel: im Vorlauf ausgeschieden

- Derek Pugh
400 m: im Viertelfinale ausgeschieden
4-mal-400-Meter-Staffel: im Vorlauf ausgeschieden

- John Parlett
800 m: 8. Platz

- Thomas White
800 m: im Halbfinale ausgeschieden

- Harry Tarraway
800 m: im Halbfinale ausgeschieden

- Bill Nankeville
1500 m: 6. Platz

- Richard Morris
1500 m: im Vorlauf ausgeschieden

- Douglas Wilson
1500 m: im Vorlauf ausgeschieden

- Bill Lucas
5000 m: im Vorlauf ausgeschieden

- Alec Olney
5000 m: im Vorlauf ausgeschieden

- Jack Braughton
5000 m: im Vorlauf ausgeschieden

- Stan Cox
10.000 m: 7. Platz

- Jim Peters
10.000 m: 8. Platz

- Steve McCooke
10.000 m: Rennen nicht beendet

- Tom Richards
Marathon: Silber

- Stan Jones
Marathon: 30. Platz

- Jack Holden
Marathon: Rennen nicht beendet

- Ray Barkway
110 m Hürden: im Vorlauf ausgeschieden

- Joe Birrell
110 m Hürden: im Vorlauf ausgeschieden

- Don Finlay
110 m Hürden: im Vorlauf ausgeschieden

- Harry Whittle
400 m Hürden: im Halbfinale ausgeschieden
Weitsprung: 7. Platz

- Ronald Unsworth
400 m Hürden: im Vorlauf ausgeschieden

- Michael Pope
400 m Hürden: im Vorlauf ausgeschieden

- Peter Curry
3000 m Hindernis: im Vorlauf ausgeschieden

- Rene Howell
3000 m Hindernis: im Vorlauf ausgeschieden

- Geoffrey Tudor
3000 m Hindernis: im Vorlauf ausgeschieden

- Jack Archer
4-mal-100-Meter-Staffel: Silber

- John Gregory
4-mal-100-Meter-Staffel: Silber

- Martin Pike
4-mal-400-Meter-Staffel: im Vorlauf ausgeschieden

- Charles Morris
10.000 m Gehen: 4. Platz

- Harry Churcher
10.000 m Gehen: 5. Platz

- Ronald West
10.000 m Gehen: 7. Platz

- Tebbs Lloyd Johnson
50 km Gehen: Bronze

- Herbert Martineau
50 km Gehen: 5. Platz

- Rex Whitlock
50 km Gehen: Rennen nicht beendet

- Alan Paterson
Hochsprung: 7. Platz

- Adegboyega Folaranmi Adedoyin
Hochsprung: 12. Platz
Weitsprung: 5. Platz

- Ron Pavitt
Hochsprung: 27. Platz

- Richard Webster
Stabhochsprung: 17. Platz

- Harry Askew
Weitsprung: 9. Platz

- Allan Lindsay
Dreisprung: 24. Platz

- Sidney Cross
Dreisprung: 25. Platz

- Robert Hawkey
Dreisprung: ohne gültiger Versuch

- John Giles
Kugelstoßen: 11. Platz

- Harold Moody
Kugelstoßen: ohne gültiger Versuch

- James Nesbitt
Diskuswurf: 19. Platz

- Jack Brewer
Diskuswurf: 21. Platz

- Laurence Reavell-Carter
Diskuswurf: 25. Platz

- Duncan Clark
Hammerwurf: 11. Platz

- Ewan Douglas
Hammerwurf: 16. Platz

- Norman Drake
Hammerwurf: 17. Platz

- Morville Chote
Speerwurf: 19. Platz

- Malcolm Dalrymple
Speerwurf: 21. Platz

Frauen
- Dorothy Manley
100 m: Silber 
4-mal-100-Meter-Staffel: 4. Platz

- Doris Batter
100 m: im Halbfinale ausgeschieden

- Winifred Jordan
100 m: im Halbfinale ausgeschieden

- Audrey Williamson
200 m: Silber

- Margaret Walker
200 m: 5. Platz
4-mal-100-Meter-Staffel: 4. Platz

- Sylvia Cheeseman
200 m: im Halbfinale ausgeschieden

- Maureen Gardner
80 m Hürden: Silber 
4-mal-100-Meter-Staffel: 4. Platz

- Joan Upton
80 m Hürden: im Halbfinale ausgeschieden

- Bertha Crowther
80 m Hürden: im Vorlauf ausgeschieden
Hochsprung: 6. Platz

- Muriel Pletts
4-mal-100-Meter-Staffel: 4. Platz

- Dorothy Tyler
Hochsprung: Silber

- Dora Gardner
Hochsprung: 8. Platz

- Margaret Erskine
Weitsprung: 19. Platz

- Lorna Lee
Weitsprung: 20. Platz

- Joan Shepherd
Weitsprung: 23. Platz

- Bevis Reid
Kugelstoßen: 8. Platz
Diskuswurf: 14. Platz

- Margaret Birtwistle
Kugelstoßen: ohne gültige Weite
Diskuswurf: 19. Platz

- Elspeth Whyte
Kugelstoßen: ohne gültige Weite
Diskuswurf: 20. Platz

- Kay Long
Speerwurf: 14. Platz

- Gladys Clarke
Speerwurf: 15. Platz

### Moderner Fünfkampf
- Albert Martin
Einzel: 20. Platz

- Jack Lumsden
Einzel: 34. Platz

- Geoffrey Brooke
Einzel: 37. Platz

### Radsport
- Bob Maitland
Straßenrennen: 6. Platz
Straßenrennen Mannschaftswertung: Silber

- Gordon Thomas
Straßenrennen: 8. Platz
Straßenrennen Mannschaftswertung: Silber

- Ian Scott
Straßenrennen: 16. Platz
Straßenrennen Mannschaftswertung: Silber

- Ernie Clements
Straßenrennen: Rennen nicht beendet
Straßenrennen Mannschaftswertung: Silber

- Reg Harris
Bahn Sprint: Silber 
Bahn Tandemsprint 2000 m: Silber

- Tommy Godwin
Bahn 1000 m Zeitfahren: Bronze 
Bahn 4000 m Mannschaftsverfolgung: Bronze

- Alan Bannister
Bahn Tandemsprint 2000 m: Silber

- Alan Geldard
Bahn 4000 m Mannschaftsverfolgung: Bronze

- Dave Ricketts
Bahn 4000 m Mannschaftsverfolgung: Bronze

- Wilfred Waters
Bahn 4000 m Mannschaftsverfolgung: Bronze

### Reiten
- Harry Llewellyn
Springreiten: 7. Platz
Springreiten Mannschaft: Bronze

- Henry Nicoll
Springreiten: 7. Platz
Springreiten Mannschaft: Bronze

- Arthur Carr
Springreiten: 19. Platz
Springreiten Mannschaft: Bronze

- Peter Borwick
Vielseitigkeit: 17. Platz
Vielseitigkeit Mannschaft: ausgeschieden

- Lyndon Bolton
Vielseitigkeit: 27. Platz
Vielseitigkeit Mannschaft: ausgeschieden

- Duggie Stewart
Vielseitigkeit: ausgeschieden
Vielseitigkeit Mannschaft: ausgeschieden

### Ringen
- Walter McGuffie
Fliegengewicht, griechisch-römisch: in der 2. Runde ausgeschieden

- Kenneth Irvine
Bantamgewicht, griechisch-römisch: in der 3. Runde ausgeschieden

- Jack Mortimer
Federgewicht, griechisch-römisch: in der 2. Runde ausgeschieden

- Raymond Myland
Leichtgewicht, griechisch-römisch: in der 2. Runde ausgeschieden

- James Wilson
Weltergewicht, griechisch-römisch: in der 2. Runde ausgeschieden

- Stanley Bissell
Mittelgewicht, griechisch-römisch: in der 2. Runde ausgeschieden

- Kenneth Richmond
Halbschwergewicht, griechisch-römisch: 5. Platz

- Leonard Pidduck
Schwergewicht, griechisch-römisch: in der 2. Runde ausgeschieden

- Harry Parker
Fliegengewicht, Freistil: in der 3. Runde ausgeschieden

- Raymond Cazaux
Bantamgewicht, Freistil: 5. Platz

- Arnold Parsons
Federgewicht, Freistil: in der 4. Runde ausgeschieden

- Peter Luck
Leichtgewicht, Freistil: in der 2. Runde ausgeschieden

- Donald Irvine
Weltergewicht, Freistil: in der 2. Runde ausgeschieden

- Edwin Bowey
Mittelgewicht, Freistil: in der 3. Runde ausgeschieden

- John Sullivan
Halbschwergewicht, Freistil: in der 3. Runde ausgeschieden

- Fred Oberlander
Schwergewicht, Freistil: in der 2. Runde ausgeschieden

### Rudern
- Tony Row
Einer: im Halbfinale ausgeschieden

- Richard Burnell
Doppel-Zweier: Gold

- Bertram Bushnell
Doppel-Zweier: Gold

- Ran Laurie
Zweier ohne Steuermann: Gold

- John Wilson
Zweier ohne Steuermann: Gold

- Mark Scott
Zweier mit Steuermann: im Viertelfinale ausgeschieden

- Howard James
Zweier mit Steuermann: im Viertelfinale ausgeschieden

- David Walker
Zweier mit Steuermann: im Viertelfinale ausgeschieden

- Peter Kirkpatrick
Vierer ohne Steuermann: im Halbfinale ausgeschieden

- Hank Rushmere
Vierer ohne Steuermann: im Halbfinale ausgeschieden

- Tom Christie
Vierer ohne Steuermann: im Halbfinale ausgeschieden

- Tony Butcher
Vierer ohne Steuermann: im Halbfinale ausgeschieden

- Anthony Purssell
Vierer mit Steuermann: im Viertelfinale ausgeschieden

- Robert Collins
Vierer mit Steuermann: im Viertelfinale ausgeschieden

- William Woodward
Vierer mit Steuermann: im Viertelfinale ausgeschieden

- William Leckie
Vierer mit Steuermann: im Viertelfinale ausgeschieden

- John Healey
Vierer mit Steuermann: im Viertelfinale ausgeschieden

- Christopher Barton
Achter mit Steuermann: Silber

- Michael Lapage
Achter mit Steuermann: Silber

- Guy Richardson
Achter mit Steuermann: Silber

- Ernest Bircher
Achter mit Steuermann: Silber

- Paul Massey
Achter mit Steuermann: Silber

- Charles Lloyd
Achter mit Steuermann: Silber

- David Meyrick
Achter mit Steuermann: Silber

- Alfred Mellows
Achter mit Steuermann: Silber

- Jack Dearlove
Achter mit Steuermann: Silber

### Schießen
- Charles Willott
Schnellfeuerpistole 25 m: 12. Platz

- Henry Steele
Schnellfeuerpistole 25 m: 27. Platz

- Henry Swire
Schnellfeuerpistole 25 m: 39. Platz

- Guy Granet
Freie Pistole 50 m: 21. Platz

- John Gallie
Freie Pistole 50 m: 23. Platz

- Peter Marchant
Freie Pistole 50 m: 43. Platz

- Bob Maslen-Jones
Freies Gewehr Dreistellungskampf 300 m: 25. Platz

- John Knott
Freies Gewehr Dreistellungskampf 300 m: 26. Platz

- Jocelyn Barlow
Freies Gewehr Dreistellungskampf 300 m: 28. Platz

- John Chandler
Kleinkalibergewehr liegend 50 m: 15. Platz

- George Jones
Kleinkalibergewehr liegend 50 m: 18. Platz

- Victor Gilbert
Kleinkalibergewehr liegend 50 m: 21. Platz

### Schwimmen
Männer
- Ronald Stedman
100 m Freistil: im Halbfinale ausgeschieden

- Trevor Harrop
100 m Freistil: im Vorlauf ausgeschieden

- Patrick Kendall
100 m Freistil: im Vorlauf ausgeschieden

- Jack Hale
400 m Freistil: 7. Platz
1500 m Freistil: im Vorlauf ausgeschieden
4-mal-200-Meter-Freistilstaffel: im Vorlauf ausgeschieden

- Roy Botham
400 m Freistil: im Vorlauf ausgeschieden
4-mal-200-Meter-Freistilstaffel: im Vorlauf ausgeschieden

- Tom Holt
400 m Freistil: im Vorlauf ausgeschieden

- Donald Bland
1500 m Freistil: 7. Platz

- Jack Wardrop
1500 m Freistil: im Vorlauf ausgeschieden

- John Holt
4-mal-200-Meter-Freistilstaffel: im Vorlauf ausgeschieden

- Norman Wainwright
4-mal-200-Meter-Freistilstaffel: im Vorlauf ausgeschieden

- John Brockway
100 m Rücken: 7. Platz

- Bert Kinnear
100 m Rücken: 8. Platz

- Tony Summers
100 m Rücken: im Vorlauf ausgeschieden

- Roy Romain
200 m Brust: im Halbfinale ausgeschieden

- John Service
200 m Brust: im Vorlauf ausgeschieden

- Goldup Davies
200 m Brust: im Vorlauf ausgeschieden

Frauen
- Lillian Preece
100 m Freistil: im Halbfinale ausgeschieden
4-mal-100-Meter-Freistilstaffel: 4. Platz

- Patricia Nielsen
100 m Freistil: im Halbfinale ausgeschieden
400 m Freistil: im Halbfinale ausgeschieden
4-mal-100-Meter-Freistilstaffel: 4. Platz

- Margaret Wellington
100 m Freistil: im Vorlauf ausgeschieden
400 m Freistil: im Halbfinale ausgeschieden
4-mal-100-Meter-Freistilstaffel: 4. Platz

- Catherine Gibson
400 m Freistil: Bronze 
100 m Rücken: im Halbfinale ausgeschieden
4-mal-100-Meter-Freistilstaffel: 4. Platz

- Helen Yate
100 m Rücken: im Halbfinale ausgeschieden

- Vera Ellery
100 m Rücken: im Halbfinale ausgeschieden

- Elizabeth Church
200 m Brust: 6. Platz

- Jean Caplin
200 m Brust: im Halbfinale ausgeschieden

- Elenor Gordon-McKay
200 m Brust: im Halbfinale ausgeschieden

### Segeln
- Arthur McDonald
Firefly: 9. Platz

- Stewart Morris
Swallow: Gold

- David Bond
Swallow: Gold

- Durward Knowles
Star: 4. Platz

- Sloane Farrington
Star: 4. Platz

- Eric Strain
Drachen: 4. Platz

- George Brown
Drachen: 4. Platz

- Jack Wallace
Drachen: 4. Platz

- Bonar Hardie
6-Meter-Klasse: 5. Platz

- Douglas Hume
6-Meter-Klasse: 5. Platz

- Hamish Hardie
6-Meter-Klasse: 5. Platz

- Howden Hume
6-Meter-Klasse: 5. Platz

- Harry Hunter
6-Meter-Klasse: 5. Platz

### Turnen
Männer
- George Weedon
Einzelmehrkampf: 60. Platz
Boden: 65. Platz
Pferdsprung: 50. Platz
Barren: 41. Platz
Reck: 38. Platz
Ringe: 90. Platz
Seitpferd: 74. Platz
Mannschaftsmehrkampf: 12. Platz

- Frank Turner
Einzelmehrkampf: 67. Platz
Boden: 61. Platz
Pferdsprung: 56. Platz
Barren: 44. Platz
Reck: 88. Platz
Ringe: 57. Platz
Seitpferd: 66. Platz
Mannschaftsmehrkampf: 12. Platz

- Ken Buffin
Einzelmehrkampf: 79. Platz
Boden: 82. Platz
Pferdsprung: 72. Platz
Barren: 82. Platz
Reck: 57. Platz
Ringe: 100. Platz
Seitpferd: 86. Platz
Mannschaftsmehrkampf: 12. Platz

- Alec Wales
Einzelmehrkampf: 83. Platz
Boden: 87. Platz
Pferdsprung: 116. Platz
Barren: 67. Platz
Reck: 86. Platz
Ringe: 71. Platz
Seitpferd: 39. Platz
Mannschaftsmehrkampf: 12. Platz

- Percy May
Einzelmehrkampf: 92. Platz
Boden: 89. Platz
Pferdsprung: 86. Platz
Barren: 84. Platz
Reck: 105. Platz
Ringe: 93. Platz
Seitpferd: 87. Platz
Mannschaftsmehrkampf: 12. Platz

- Jack Flaherty
Einzelmehrkampf: 98. Platz
Boden: 111. Platz
Pferdsprung: 117. Platz
Barren: 95. Platz
Reck: 30. Platz
Ringe: 63. Platz
Seitpferd: 88. Platz
Mannschaftsmehrkampf: 12. Platz

- Glyn Hopkins
Einzelmehrkampf: 111. Platz
Boden: 103. Platz
Pferdsprung: 106. Platz
Barren: 111. Platz
Reck: 117. Platz
Ringe: 108. Platz
Seitpferd: 94. Platz
Mannschaftsmehrkampf: 12. Platz

- Ivor Vice
Einzelmehrkampf: 112. Platz
Boden: 96. Platz
Pferdsprung: 99. Platz
Barren: 116. Platz
Reck: 118. Platz
Ringe: 107. Platz
Seitpferd: 96. Platz
Mannschaftsmehrkampf: 12. Platz

Frauen
- Cissy Davies
Mannschaftsmehrkampf: 9. Platz

- Joan Airey
Mannschaftsmehrkampf: 9. Platz

- Patricia Hirst
Mannschaftsmehrkampf: 9. Platz

- Patricia Evans
Mannschaftsmehrkampf: 9. Platz

- Dorothy Hey
Mannschaftsmehrkampf: 9. Platz

- Audrey Rennard
Mannschaftsmehrkampf: 9. Platz

- Irene Hirst
Mannschaftsmehrkampf: 9. Platz

- Dorothy Smith
Mannschaftsmehrkampf: 9. Platz

### Wasserball
- 13. Platz
Ian Johnson
Reg Potter
David Murray
Peter Hardie
Charles Brand
Roy Garforth
Forbes Gentleman
Trevor Lewis

### Wasserspringen
Männer
- Peter Heatly
3 m Kunstspringen: 13. Platz
10 m Turmspringen: 5. Platz

- Charles Johnson
3 m Kunstspringen: 18. Platz

- Peter Elliott
3 m Kunstspringen: 23. Platz

- Louis Marchant
10 m Turmspringen: 11. Platz

- Gordon Ward
10 m Turmspringen: 18. Platz

Frauen
- Edna Child
3 m Kunstspringen: 6. Platz

- Esme Harris
3 m Kunstspringen: 13. Platz

- Kay Cuthbert
3 m Kunstspringen: 14. Platz

- Margaret Bisbrown
10 m Turmspringen: 10. Platz

- Denise Newman
10 m Turmspringen: 11. Platz

- Maire Hider
10 m Turmspringen: 12. Platz